# 同济大学测绘与地理信息学院
同济大学测绘与地理信息学院前身是於1932年成立的原国立同济大学测量系，位于中國上海市，於1950年代中国大陆高校重组中参与组建了武汉测量制图学院（今武汉大学测绘学院的一部分），同济大学于2012年重新组建测绘学院。

## 历史
- 同济大学测量系成立于1932年。
- 1955年5月19日-6月10日，国务院副总理陈毅主持召开全国文化教育工作会议，制定了《高等教育部筹建武汉测量制图学院方案（草案）》。决定以同济大学、天津大学、南京工学院、华南工学院、青岛工学院等五所院校测绘专业的师资、设备为基础，创办中国第一所民用测绘高等学校。6月11日-14日，高教部主持召开了该学院第一次筹备委员会议，同济大学校长夏坚白被委任为筹委会副主任。
- 1958年恢复测量专业本科招生，1981年重新成立了测量系，1996年更名为测量与国土信息工程系，1998年并入土木工程学院。
- 2012年9月，学院更名为成立测绘与地理信息学院。[1]

## 校友
- 夏坚白（1903－1977），1958-1966年出任武汉测绘学院院长。
- 纪增觉（1914－2002），江苏泰县人。中国著名测量学家、测绘教育家。1980－1984年出任武汉测绘学院院长。
- 周忠谟（1934－），山东掖县（今莱州）人，1984－1988年出任武汉测绘科技大学校长。
- 宁津生（1932－），安徽桐城人。1956年毕业于同济大学测量系。现为中国工程院院士。1988-1997年出任武汉测绘科技大学校长。

## 一级教授
- 夏坚白
- 叶雪安